# Campo ordinato
In matematica, e più precisamente in algebra, un campo ordinato è un campo dotato di un ordinamento totale "compatibile" con le operazioni del campo. Il concetto fu introdotto da Emil Artin nel 1927.

## Definizione
Un campo K dotato di un ordine totale ≤ è un campo ordinato se sono verificate le proprietà seguenti per ogni a, b, c nel campo:
- se a ≤ b allora a + c ≤ b + c
- se 0 ≤ a e 0 ≤ b, allora 0 ≤ a·b

## Proprietà

### Altre relazioni
Dagli assiomi seguono le proprietà seguenti, valide per ogni a, b, c, d in K:
- Vale una delle due relazioni seguenti: −a ≤ 0 ≤ a oppure a ≤ 0 ≤ −a.
- Le disuguaglianze possono essere sommate: se a ≤ b e c ≤ d, allora a + c ≤ b + d
- Le disuguaglianze possono essere moltiplicate con elementi positivi: se a ≤ b e 0 ≤ c, allora a·c ≤ b·c.

### Unità
Il numero 1 è positivo. Infatti se per assurdo 1 non è positivo allora lo è −1, che implica a sua volta che 1 = (−1)(−1) è positivo.

### Caratteristica
Un campo ordinato ha caratteristica 0. Infatti 1 > 0 implica 1 + 1 > 0, quindi 1 + 1 + 1 > 0, ecc. e quindi non è possibile ottenere zero come 1 + 1... + 1.

### Sottocampi
Ogni sottocampo di un campo ordinato è un campo ordinato (con lo stesso ordinamento). Il più piccolo sottocampo è isomorfo al campo dei numeri razionali (questa proprietà è valida in tutti i campi a caratteristica zero), con il loro ordinamento standard.

### Campo archimedeo
Un campo ordinato si dice archimedeo se dati comunque due elementi {\displaystyle x} e {\displaystyle y} con {\displaystyle 0<x<y} esiste {\displaystyle n\in \mathbb {N} } tale che {\displaystyle n\cdot x>y}.
Si dimostra che un campo è archimedeo se e solo se ogni suo elemento sta tra due elementi del sottocampo razionale. Ad esempio, il campo dei numeri reali è archimedeo, mentre quello dei numeri iperreali non lo è, così come quello dei numeri p-adici.
Se un campo ordinato non è archimedeo, esisteranno almeno due elementi (supponiamoli positivi, ma lo stesso discorso vale qualora fossero negativi, con le dovute modifiche) {\displaystyle x}, {\displaystyle y}, con {\displaystyle y}>{\displaystyle x}>0, tali che, scelto comunque un numero naturale {\displaystyle n}, si abbia {\displaystyle n\cdot x<y}; {\displaystyle x} si dice allora un infinitesimo. I campi non archimedei sono un concetto forse controintuitivo ma importante nell'analisi non standard.

## Esempi
Esempi di campi ordinati sono i seguenti:
- i numeri razionali
- i numeri reali
- i numeri iperreali

Esempi di campi non ordinati sono i seguenti:
- i numeri complessi